# Louis Domenget
Louis Domenget, né le 20 mai 1790 et décédé le 4 février 1867 est un médecin savoyard du XIXe siècle. Chirurgien de la Grande armée, médecin de la Maison de Savoie, professeur de chimie et de médecine, Syndic de Challes-les-Eaux et découvreur en 1841 de la source de Challes-les-Eaux.

## Biographie

### Origines et formations
Louis François Marie Domenget est né le 20 mai 1790, à Chambéry. Il est le fils d'un avocat au Sénat de Savoie. Pour cette raison, il entame des études de droit, cependant son intérêt pour les sciences le font bifurquer vers la médecine.
Il se marie le 2 septembre 1819 à Triviers, futur commune de Challes-les-Eaux, avec Marie Virginie Balmain (1802-1864), la fille de Jacques Antoine Balmain (1751-1828). À la suite de cette alliance, il devient propriétaire du château des Comtes de Challes.

### Carrière
Louis Pillet (1891), dans la notice consacrée au Docteur Domenget, indique que 

« Vers la fin de l'année 1812, à l'occasion de la réorganisation de l'armée détruite par la campagne de Russie, Louis Domenget fut désigné au baron Dominique-Jean Larrey comme l'un des élèves internes qui, par leur tact médical, la sûreté du coup d'œil et de la main, pourrait rendre le plus de services dans le corps des ambulances militaires. Le chirurgien en chef de la garde le soumit à des épreuves; puis sans exprimer sa satisfaction par des éloges qu'il n'était ni dans son caractère, ni dans ses habitudes de prodiguer, il fit nommer le jeune interne aide-major dans la Vieille Garde  et l'attacha spécialement à sa personne. Il fit ainsi les campagnes de 1813 et de 1814 et fut mis à la demi-solde jusqu'aux Cent-Jours.
En 1815, le docteur Domenget rentra au service en qualité de chirurgien-major dans la garde. Sur le plateau de Mont-Saint-Jean, il conquit la décoration de la Légion d'honneur. Il amputait un soldat lorsqu'un boulet de canon lui enleva son chapeau et son blessé. Le général commandant la garde impériale vit cet incident et dit au major : "Vous êtes chevalier." En 1849, l'ancien major demandait au prince-président la décoration que lui avait conférée un général de son oncle, sur le champ de Waterloo ; cette distinction lui était accordée de manière à rendre indiscutable la valeur du titre qui la lui avait fait donner, le 18 juin 1815. »

— 
Le 23 octobre 1825, par Patentes datées de Parmes, il a été nommé Médecin des officiers et employées de la Maison royale.
En 1835, le roi Charles-Albert lui demande de faire un rapport sur l'état de l'instruction et de l'organisation des médecins de son armée. Il reçoit par la suite la croix des Saint Maurice et Lazare  ainsi que le titre et le grade de médecin militaire de première classe et devient médecin du roi et de la famille royale en Savoie.

### La découverte des Eaux de Challes
Le 11 avril 1841, le docteur Louis Domenget découvre dans sa propriété de Challes la source minérale de Challes-les-Eaux,,,

Le Rapport sur les eaux de Challes fait au Congrès scientifique de France, tenu à Lyon en septembre 1841 par le Dr Comarmond indique à son sujet que 

« ce savant professeur, retiré depuis plusieurs années dans sa belle terre de Challes, située près de Chambéry en Savoie, vient de découvrir une source d'eau minérale froide, sulfureuse, alcaline, et hydriodatée. La nature d'une telle découverte, faites le 11 avril 1841, suggéra au propriétaire de ces eaux la pensée de les analyser et d'en faire de suite des applications thérapeutiques. Personne n'était plus apte à faire de semblables expérimentations : chimiste distingué, médecin habile, M. Domenget ne tarda pas à reconnaitre, dans la composition des Eaux de Challes, des éléments très efficaces dans une foule de maladie, et une série de guérisons vient de réaliser les espérances du propriétaire de Challes. La renommée de ses eaux minérales s'étendit de proche en proche; et une foule de malades accoururent en quelques semaines pour y chercher une guérison ou du soulagement à leurs maux... »

— 
En août 1842, le professeur Magendie a visité la source de Challes.

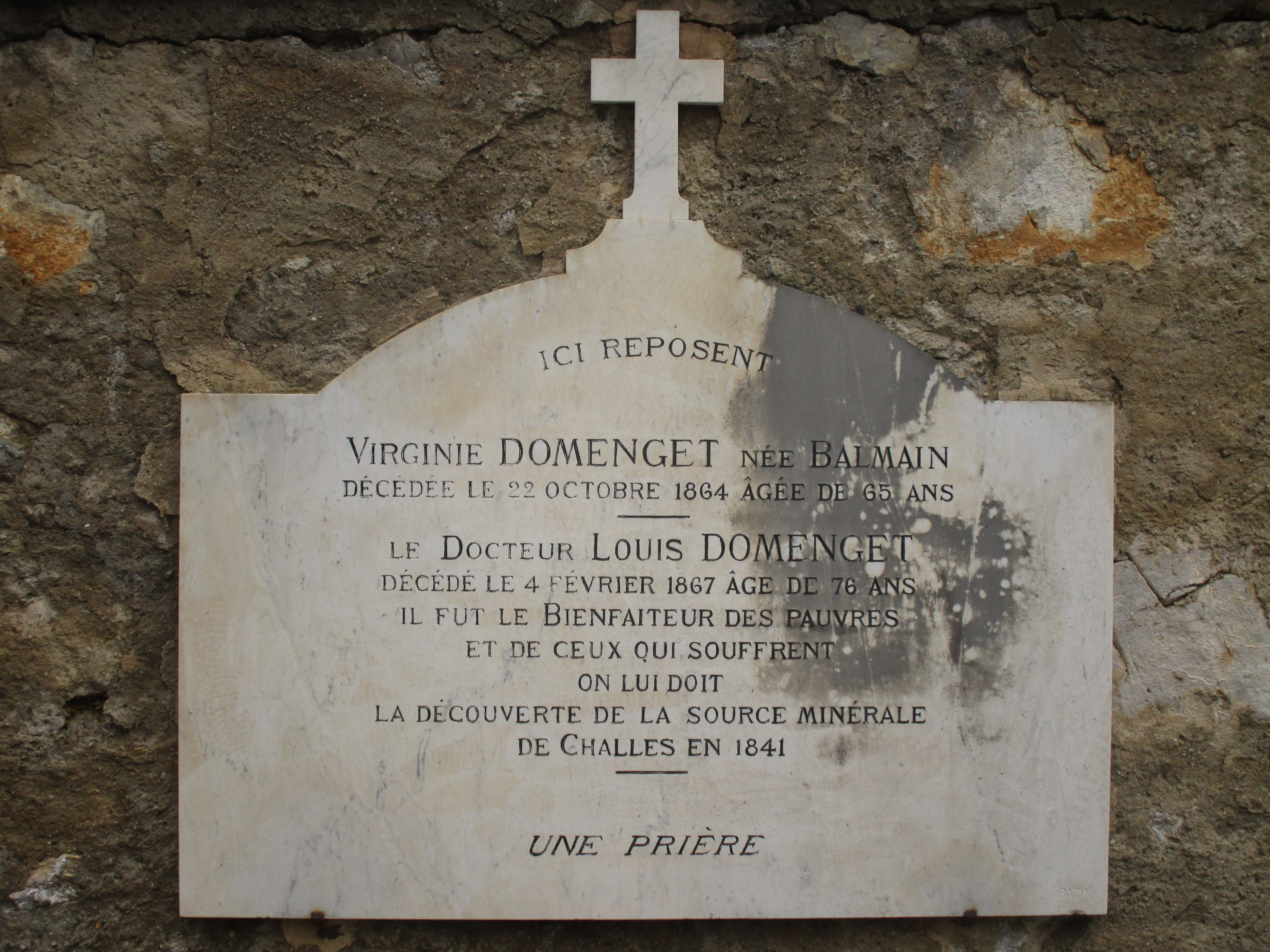
Tombe du Dr Louis Domenget.

Le docteur Louis Domenget meurt le 4 février 1867.

## Décoration
- Chevalier de la Légion d'honneur (18 juin 1815)[1]
- Chevalier de l'ordre des Saints-Maurice-et-Lazare
- Médaille de Sainte-Hélène

## Hommage
Une avenue a été baptisée en son honneur à Challes-les-Eaux.

## Publications
- Aperçu sur la nature et les propriétés des Eaux minérales de Challes en Savoie, 1841.
- Nouveau Recueil de faits et observations sur les eaux de Challes en Savoie, 1845.
- Troisième Recueil de Documents sur les Eaux de Challes en Savoie, 1854.